# コーテルユー・ロード駅
コーテルユー・ロード駅（英: Cortelyou Road）はブルックリン区のコーテルユー・ロードと東16丁目交差点西側に位置するニューヨーク市地下鉄BMTブライトン線の駅である。Q系統が終日停車する。

## 歴史
駅名の由来になったコーテルユー・ロードは17世紀に活躍していたジャックーズ・コーテルユーにちなんでいる。
1900年頃に駅は開業、当初は2面2線で、1907年に現在の構造に改められたが、この際にアベニューC駅から現在の駅名に改称されている。
1964年から1965年にかけてホームが延伸され、1994年に改装された。
その後、2013年から2014年にかけて駅は再度改装されている。

## 駅構造
| G          | 地上階・駅舎                 | 出入口 改札口、駅員詰所、メトロカード/OMNY自動販売機                             |
| P ホーム階 | 相対式ホーム、右側ドアが開く | 相対式ホーム、右側ドアが開く                                                     |
| P ホーム階 | 北行緩行線                   | ← 96丁目駅行き（ビバリー・ロード駅）                                             |
| P ホーム階 | 北行急行線                   | ← 平日：通過                                                                     |
| P ホーム階 | 南行急行線                   | → 平日：通過 →                                                                   |
| P ホーム階 | 南行緩行線                   | → コニー・アイランド-スティルウェル・アベニュー駅行き（ニューカーク・プラザ駅）→ |
| P ホーム階 | 相対式ホーム、右側ドアが開く |                                                                                  |

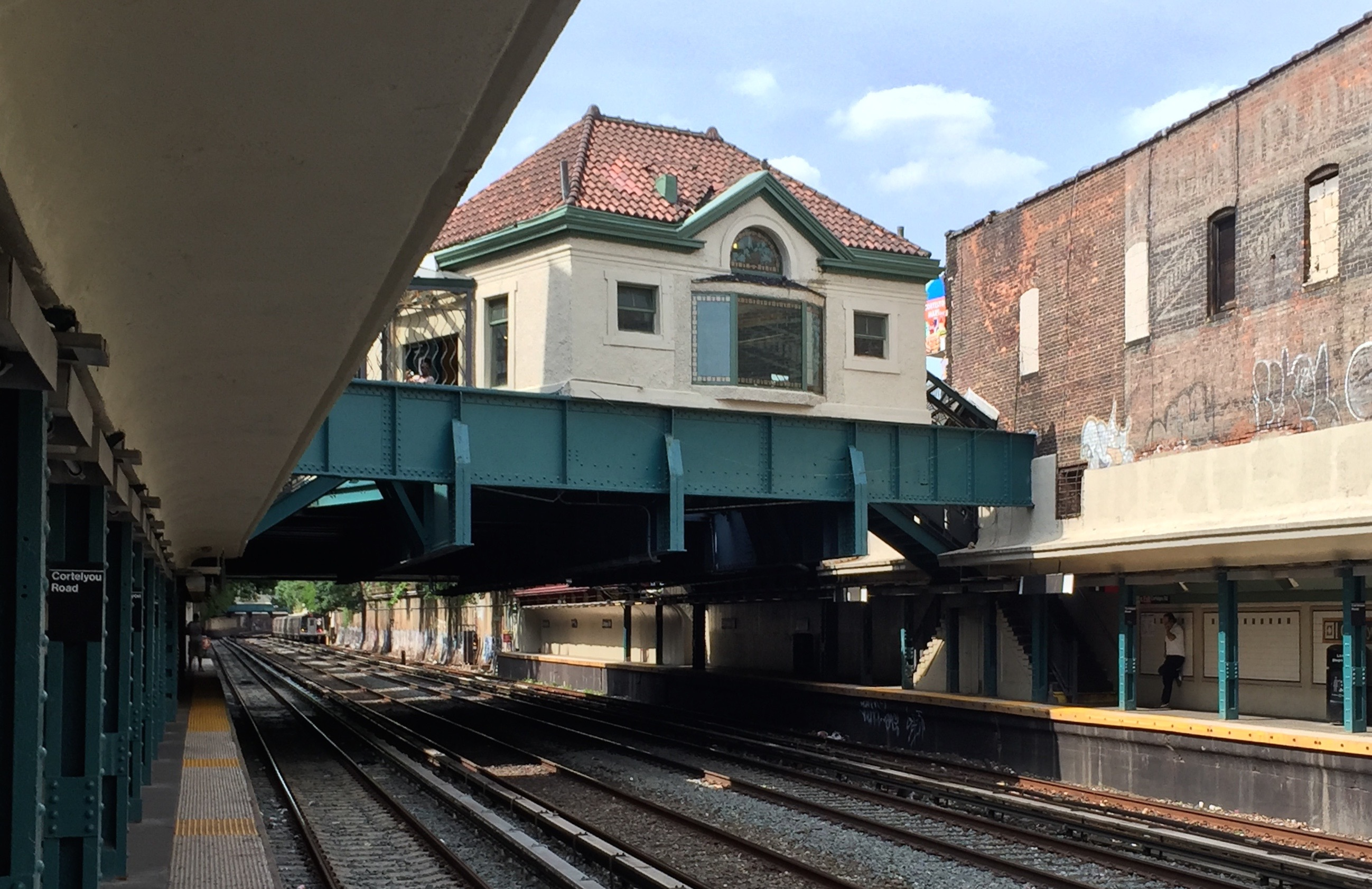
駅舎を見上げる

駅は相対式ホーム2面4線で、駅舎には北隣であるビバリー・ロード駅にもあるPatsy Norvell制作のアートワークGarden Stopsが展示されている。

### 出口
駅舎はホーム上にある。コーテルユー・ロードと東16丁目交差点南西に接続している。